# Tacazzè
Il Tacazzè (conosciuto anche con i nomi Tecassé e Tekezé) è un fiume dell'Africa orientale, lungo 608 km. Il canyon formato dal suo corso ha una profondità di circa 2000 m, è il più profondo del continente africano e uno dei più profondi del mondo.
Nasce in Etiopia, a ovest di Alà, scorre al confine con l'Eritrea e il Sudan e nei pressi di Tomat confluisce nel fiume Atbara. Il suo bacino idrografico si estende per circa 68.000 km². La parte terminale prende il nome di Setit e segna il confine fra Etiopia ed Eritrea ed anche fra la lingua amarica e quella tigrè.

## Storia

### Il passaggio del Tacazzè 1935

Il Tacazzè nel 1935 (Prima battaglia del Tembien)

Nella notte tra il 14 e il 15 dicembre 1935 le avanguardie di ras Immirù attraversarono il fiume Tacazzè impegnando il Gruppo Bande, al comando del maggiore Luigi Criniti. Un altro contingente abissino guadò il Tacazzè più a nord al fine di tagliarne la ritirata al contingente italiano.